# Маркус-Бейкер
Маркус-Бейкер (англ. Mount Marcus Baker, раніше — Mount Saint Agnes) — гора в Північній Америці, висотою — 4016 метрів. Розташована на півдні штату Аляска, у Сполучених Штатах Америки, в Чугацьких горах.

## Географія
Масивна вершина, яка має як мінімум три основні піки: Головний (4016 м), Середній (3880 м) та Північний (3750 м). Найвища вершина у Чугацьких горах, що лежать в найпівнічніших районах Берегових Хребтів і Північноамериканських Кордильєр, в окрузі Матануска-Сусітна, на самому півдні штату Аляска, за 12 км на північний-захід від льодовика Гарварда та за 19 км на північ від фіорда Колледжа, що в затоці Принца Вільгельма (затока Аляска), за 121 км на схід — північний схід від найбільшого міста штату — Анкоридж, та за 250 км на північний-захід від найвищої гори Північної Америки — Деналі (6191 м). На західних схилах гори формується льодовик Кник, а на північних — льодовик Матануска, які дають початок відповідно однойменним річкам.
Абсолютна висота вершини 4016 метрів над рівнем моря (117-та за висотою гора Північної Америки та 97-ма — у США). Відносна висота — 3277 м. За цим показником вона займає 8-ме місце у США, 13-те в Північній Америці та 67-ме у світі. За іншими даними відносна висота вершини становить 3269 м. Топографічна ізоляція вершини відносно найближчої вищої гори Пік 13951 (4252 м), одного з південно-західних піків (кратерів) вулкану Врангеля, що в однойменних горах, становить 203,3 км.

## Історія підкорення
Гора Маркус-Бейкер спочатку називалася «Сент-Агнес» (англ. Mount Saint Agnes); за словами Бредфорда Вошберна, Джеймс В. Баглі з USGS назвав її на честь своєї дружини Агнес Стівенс, додавши «Сент» у сподіванні надати назві значущості. Ім'я пізніше було змінено на честь американського картографа, геолога та дослідника Аляски — Маркуса Бейкера.
Пік вперше офіційно був підкорений 19 червня 1938 року групою на чолі з відомим американським дослідником та альпіністом Бредфордом Вошберном; підйом зайняв майже два місяці через погану погоду. Сьогодні стандартним маршрутом підйому є Північний хребет. Незважаючи на те, що пік набагато нижчий, ніж гора Деналі, Маркус-Бейкер є доволі серйозною вершиною для дослідження та підйому, через значну віддаленість піку і довжину підходу та підйому. Ряд знаменитих альпіністів загинули або зазнали важких травм, намагаючись піднятися на вершину гори, оскільки умови сходження можуть швидко змінюватися, через зміну погоди та виникнення частих штормів. Так на початку 1988 року, 28-річна Сільвія Жан Лейн, піддалася сильному переохолодженню, оскільки в результаті дводенної бурі вона відстала від двох інших альпіністських партій, які намагалися піднятися на вершину під час зимового сходження.